# Csák (Horvátország)
Csákovác (másképpen Csakovce, horvátul: Čakovci, 1991-ig Sremski Čakovci) falu Horvátországban Vukovár-Szerém megyében. Közigazgatásilag Tomtelkéhez tartozik.

## Fekvése
Vukovártól légvonalban 14, közúton 19 km-re délkeletre, községközpontjától 2 km-re nyugatra, a Nyugat-Szerémségben, Tomtelke és Berak között fekszik.

## Története
Csákovác ősi település. A valkói főesperességben fekvő plébániáját „Chak” néven már az 1332 és 1335 között kelt pápai tizedjegyzék is említi. Középkori templomának maradványai sokáig láthatók voltak a falu északi részén. A Bujáki, majd 1439-ben, 1450-ben és 1451-ben a velük rokon Maróti család birtoka volt. A török 1526-ban, Valkóvár eleste után szállta meg ezt a vidéket és 1691-ig volt uralma alatt. A felszabadító harcok során a környék teljesen elnéptelenedett.
A török kiűzése után az udvari kamara Boszniából és Baranyából érkezett pravoszláv vlachokkal telepítette be. 1715-ben 8 katolikus ház állt a faluban, de 1723-ban már 30, pravoszlávok által lakott ház állt itt. 1732-ben felépült az Istenanya mennybevétele tiszteletére szentelt pravoszláv fatemploma, melyet 1764-ben falazott formában építettek újjá.
Az első katonai felmérés térképén „Czakovcze” néven található. Lipszky János 1808-ban Budán kiadott repertóriumában „Csakovcze” néven szerepel. Nagy Lajos 1829-ben kiadott művében „Csakovcze” néven 111 házzal, 362 katolikus és 278 ortodox vallású lakossal találjuk. A 19. században megkezdődött a magyar lakosság beáramlása. 1828-ban a pravoszláv templom mellett felépült a Szent Joakim és Szent Anna tiszteletére szentelt katolikus templom. 1847-ben a falu 690 lakosából már 492 római katolikus és 195 pravoszláv volt. 1907-ben magyar tannyelvű Julián-iskola nyílt a faluban. 1912-ben Csák vasúti összeköttetés kapott a Vukovár-Illyefő vasútvonalon.
A településnek 1857-ben 540, 1910-ben 895 lakosa volt. Szerém vármegye Vukovári járásához tartozott. Az 1910-es népszámlálás adatai szerint lakosságának 70%-a magyar, 20%-a szerb, 4-4%-a horvát és német anyanyelvű volt. A település az első világháború után az új szerb-horvát-szlovén állam, majd később (1929-ben) Jugoszlávia része lett. 1941 és 1945 a Független Horvát Államhoz tartozott, majd a szocialista Jugoszlávia fennhatósága alá került. 1991-től a független Horvátország része. 1991-ben lakosságának 34%-a magyar, 30%-a horvát, 28%-a szerb, 4%-a jugoszláv nemzetiségű volt. A horvát függetlenségi háború idején a falut súlyos károk érték. Katolikus templomát kifosztották és felgyújtották, de lerombolták a kultúrházat, az egészségházat és az iskolát is. A száműzött magyar és horvát lakosság csak 1997-ben térhetett haza falujába. A falunak 2011-ben 367 lakosa volt.

## Népessége
| Lakosság változása | Lakosság változása | Lakosság változása | Lakosság változása | Lakosság változása | Lakosság változása | Lakosság változása | Lakosság változása | Lakosság változása | Lakosság változása | Lakosság változása | Lakosság változása | Lakosság változása | Lakosság változása | Lakosság változása | Lakosság változása |
| ------------------ | ------------------ | ------------------ | ------------------ | ------------------ | ------------------ | ------------------ | ------------------ | ------------------ | ------------------ | ------------------ | ------------------ | ------------------ | ------------------ | ------------------ | ------------------ |
| 1857               | 1869               | 1880               | 1890               | 1900               | 1910               | 1921               | 1931               | 1948               | 1953               | 1961               | 1971               | 1981               | 1991               | 2001               | 2011               |
| 540                | 896                | 924                | 1.002              | 983                | 895                | 951                | 964                | 929                | 1.023              | 1.100              | 934                | 837                | 749                | 469                | 367                |

## Gazdaság
A település gazdaságának az alapja a mezőgazdaság és az állattartás. Novi Čakovci településrészen a szarvasmarhafélék - sertések, tehenek tenyésztését és hizlalását célzó mezőgazdasági-üzleti zóna létrehozására szolgáló létesítmények tervezése van folyamatban.

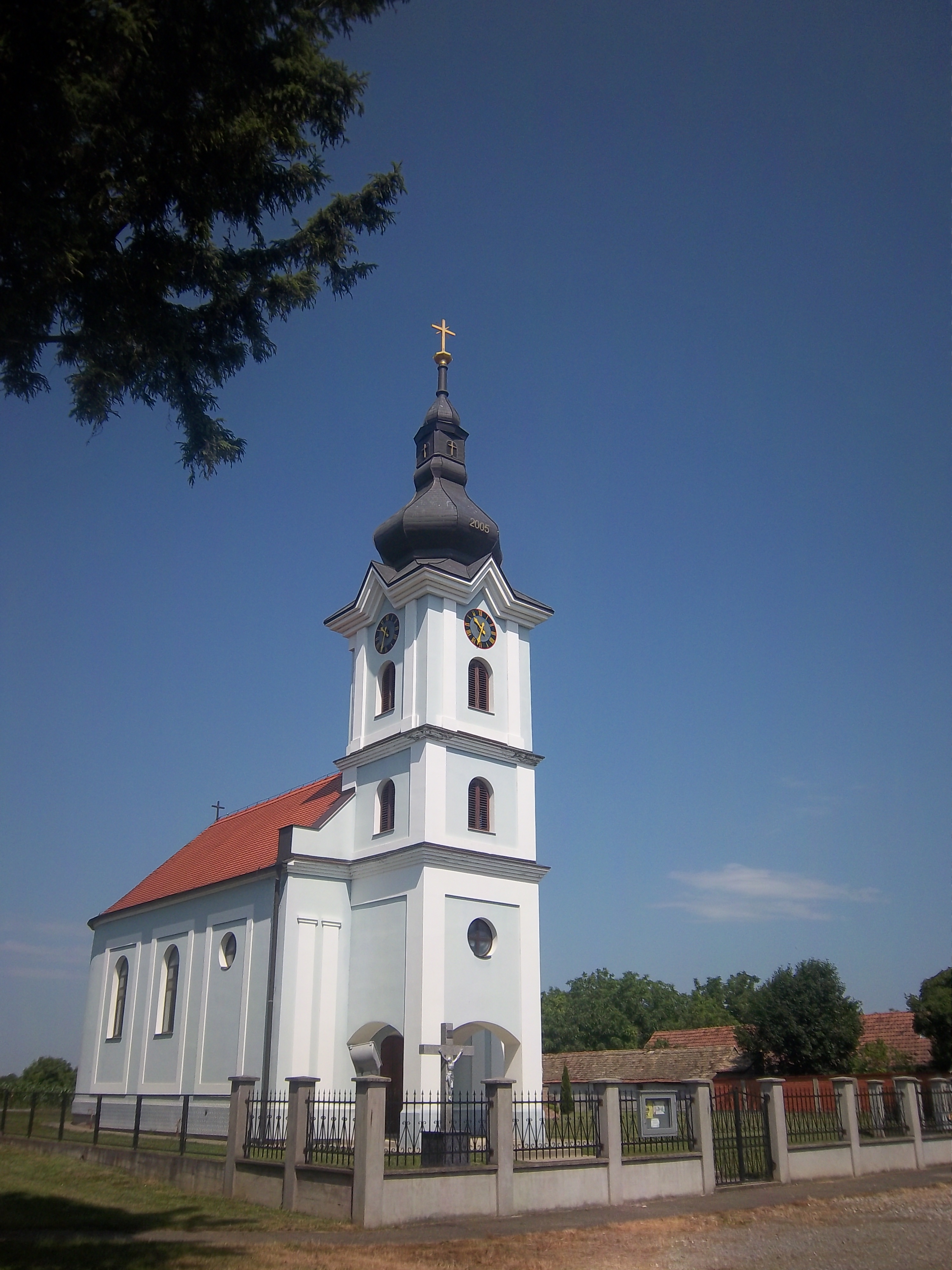
A római katolikus templom

## Nevezetességei
- Szent Joakim és Szent Anna tiszteletére szentelt római katolikus temploma 1826 és 1828 között épült. 1993-ban húsvét napján a helyi szerbek felgyújtották. A templom egész nap égett. A tűz hamuvá változtatta az épületet és annak felszereléseit. Csak a csupasz falak maradtak. A háború vége után a száműzött katolikusok, horvátok és magyarok visszatértek elpusztult falujukba és először a templomhoz rohantak és tisztították azt meg. Úgy döntöttek, hogy ugyanazon a helyen, azonos formában építik újjá. Az új templom alapkövét 2004. június 12-én áldotta meg dr. Marin Srakić diakovári és szerémi püspök. A munkákat az alsómiholjáci Zitex cégre bízták. A templomot már ugyanabban az évben a tető alá helyezték. 2005-ben folytatódtak a templom külső és belső munkái, felállították a harangtornyot, a toronysisakot rézlemezzel burkolták. Végül a gömböt és a keresztet aranyozták.[8]

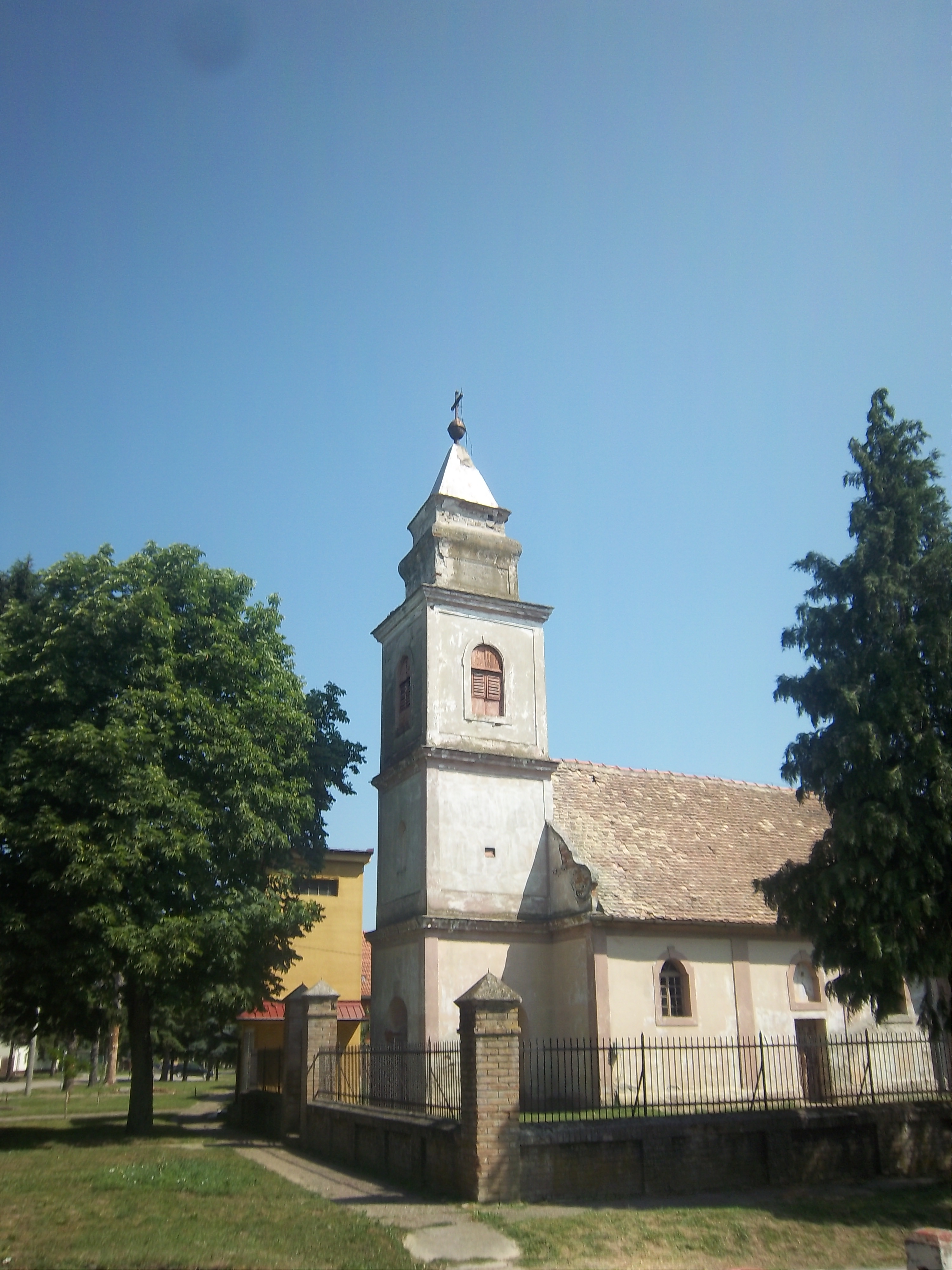
A pravoszláv templom

- A Legszentebb Istenanya Mennybevétele tiszteletére szentelt pravoszláv temploma[9] 1764-ben épült a korábbi fatemplom helyett, barokk-klasszicista stílusban. Egyhajós épület, félköríves apszissal és a főhomlokzathoz épített zömök harangtoronnyal. A földszinti részen a harangtorony aljában boltíves előcsarnokot építettek, a sisakja piramis alakú. A homlokzatokat lizénákkal osztották mezőkre, amelyek között félköríves ablakok vannak elhelyezve. Belseje boltozatos, fa dongaboltozat. A templomot nyeregtető borítja, amely az apszis felett  sátorszerűen van kiképezve.

## Kultúra
A KUD „Petőfi Sándor” Čakovci kulturális és művészeti egyesületet 1953-ban alapították a falu magyar népdalainak és néptáncainak ápolására. 1968 és 1998 között „Bratstvo i jedinstvo Srijemski Čakovci” néven működött, majd visszakapta régi nevét. Az egyesület számos korosztályt gyűjt egybe az iskoláskorú gyermekektől a legidősebbekig, akik elősegítik a gyönyörű régi szokások és a még szebb népviseletek megőrzését. Az egyesületnek jelenleg mintegy 70 tagja van és nagyon aktív. Gyakran látogatnak Magyarországra, Romániába, Vajdaságba, de ők is gyakori vendégeik. A „Čak” nevű rendezvényt 2000 óta tartják meg, ez volt a falu régi neve.

## Oktatás
A településen nyolcosztályos általános iskola működik. Az 1990-es években a Horvát Köztársaságot háború sújtotta. A rombolásból a helyi általános iskola sem maradt ki. A háború alatt az iskola értékes dokumentumai megsemmisültek. Az általános iskola csak a békés reintegráció után, az 1997/1998-os tanévben kezdte meg munkáját összesen 12 osztályban 107 tanulóval. Négy területi iskola tartozik hozzá, melyek Berak, Bokšić, Mikluševci és Tompojevci településeken működnek. Az első tanévben az osztályokat horvát (latin betűs) és szerb (cirill betűs) nyelven tanították. Ma már a ruszin nyelvet és kultúrát, valamint a magyar nyelvet és kultúrát is oktatják, ami a község népességének sokszínűségét tükrözi.

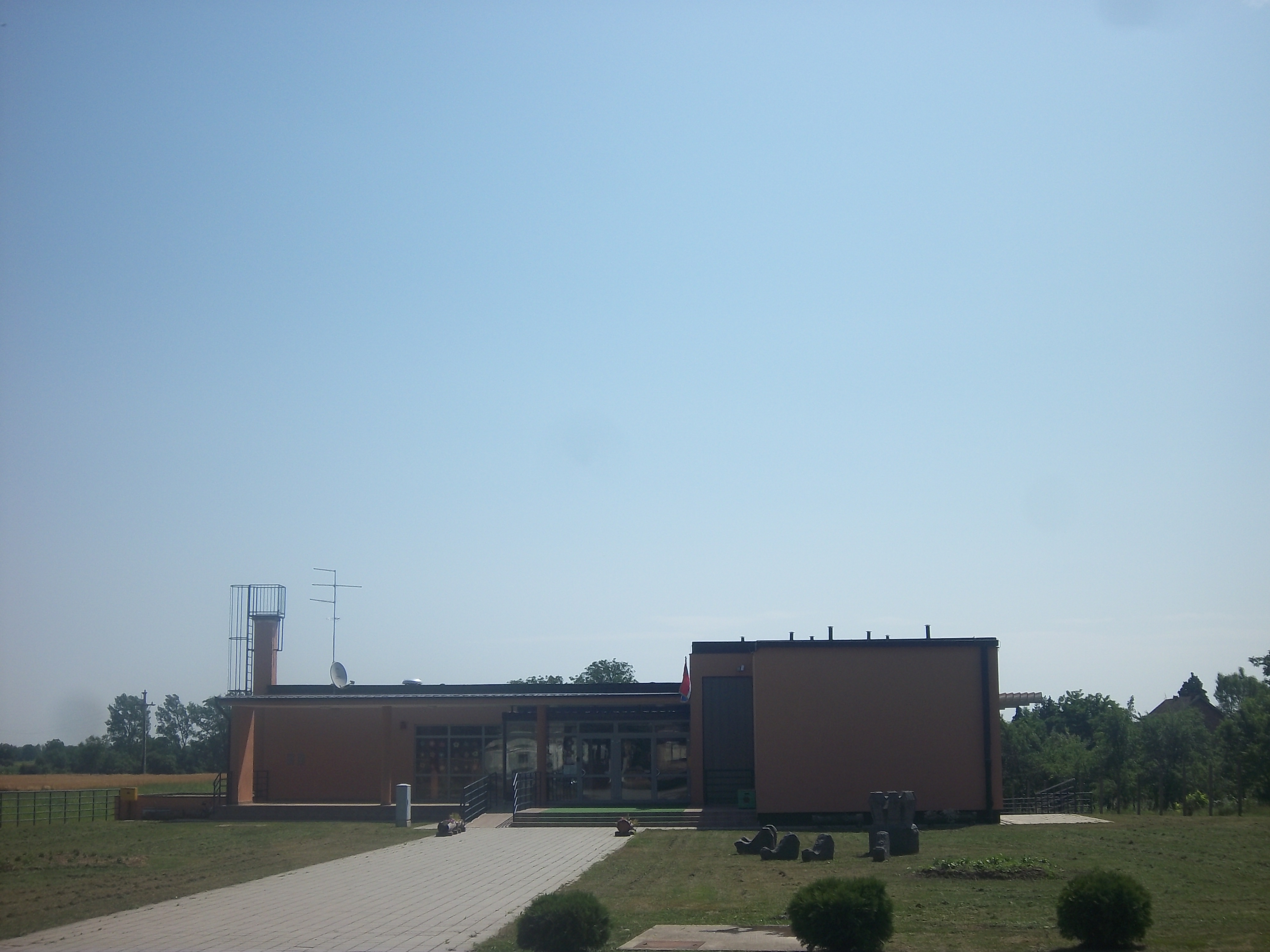
Az iskola épülete

## Sport
Az NK Čakovci labdarúgóklubot 1998-ban alapították, de jelenleg nem működik.